# Broadcastová doména
Broadcastová doména (anglicky broadcast domain) je v informatice část počítačové sítě, ve které může na linkové vrstvě ISO/OSI modelu každý síťový uzel komunikovat s každým pomocí broadcastu. Broadcastovou doménu tvoří jeden segment sítě (propojení pomocí hubů a switchů) nebo ve více segmentech pomocí mostu (bridge). Broadcastovou doménu rozděluje router nebo gateway.

## Charakteristika
Z pohledu aktuálních technologií: Každé zařízení připojené ke stejnému eternetovému opakovači (repeateru) nebo switchi je součástí jedné broadcastové domény. Také každé zařízení připojené ke stejné skupině navzájem propojených switchů/opakovačů je součástí jedné broadcastové domény. Routery a další zařízení z vyšší vrstvy tvoří hranice mezi broadcastovými doménami.
V porovnání s kolizní doménou, kde jsou všechny uzly zapojeny do skupiny navzájem propojených opakovačů, rozděleny pomocí switchů a síťových mostů. Kolizní domény jsou obecně menší a bývají součástí broadcastových domén.
Zatímco kolizní domény jsou dělené zařízeními na druhé síťové vrstvě, broadcastové domény mohou být děleny pouze zařízeními na síťové vrstvě, což jsou například routery nebo switche pracující na síťové vrstvě. Vytvářením VLAN lze také dělit broadcastové domény, ale bez použití funkčnosti 3. síťové vrstvy to neposkytuje žádné prostředky k síťování.

## Další vysvětlení
Rozdíl mezi broadcastovými a kolizními doménami vzniká, protože jednoduchý Ethernet a podobné systémy používají sdílený přenosový systém. V jednoduchém Ethernetu (bez switchů nebo síťových mostů), Datové rámce jsou přeneseny do všech ostatních uzlů v dané síti. Každý uzel, který přijme rámec, zkontroluje cílovou adresu každého rámce a pokud se nejedná o jeho vlastní MAC adresu, rámec je ignorován.
Switche potom fungují jako buffery. Přijímají a analyzují rámce od každého připojeného segmentu sítě. Rámce adresované uzlům připojeným ve vysílajícím segmentu sítě (ten, ze kterého rámec přišel) nejsou switchem přeposlány. Rámce adresované konkrétnímu uzlu v jiném segmentu sítě jsou předány pouze tomuto segmentu. Pouze broadcastové rámce jsou přeposlány do všech dalších segmentů. Tím se snižuje zbytečný síťový provoz a redukují se kolize.
V takovéto síti nemusí být všechny přenášené rámce přijaty všemi dostupnými uzly. Vlastně pouze broadcastové rámce budou přijaty všemi ostatními uzly. Kolize jsou lokalizovány v segmentech sítě, kde se objeví. Takže broadcastová doména je celá propojená spojovou vrstvou a jednotlivé segmenty připojené na porty switche/síťového mostu jsou kolizní domény.
Ne všechny síťové systémy používají broadcastové/kolizní domény. Například PPP.

## Správa broadcastové domény
S dostatečně sofistikovaným switchem je možné vytvořit síť, ve které je normální chování broadcastové domény silně řízeno. Jedna implementace tohoto konceptu se nazývá „privátní VLAN“. Další implementace je možná v Linuxu za použití iptables. Užitečnou analogií k tomuto je, že vytvářením více VLAN se zvyšuje počet broadcastových domén, ale snižuje se jejich velikost. Je tomu tak, protože virtuální LAN (neboli VLAN) je technicky broadcastovou doménou.
Toho je docíleno použitím jednoho, nebo více serverových nebo „poskytujících“ uzlů, buď pomocí MAC adresy nebo konkrétního portu switche. Rozesílání broadcastových rámců je povoleno jen z těchto zdrojů a rámce jsou odeslány všem ostatním uzlům. Broadcastové rámce ze všech ostatních uzlů jsou odeslány přímo těmto serverovým/poskytujícím uzlům. Síťový provoz z ostatních zdrojů, který není adresovaný serverovým/poskytujícím uzlům (tzv. peer-to-peer), je blokovaný.
Výsledkem je síť, jejímž základem je sdílený přenosový systém; jako Ethernet, ale ve kterém klientské uzly nemohou komunikovat mezi sebou navzájem, ale pouze se serverem/poskytovatelem. Běžnou aplikací tohoto systému jsou ISP. Povolení přímé komunikace linkové vrstvy mezi zákaznickými uzly vystavuje síť různým bezpečnostním, jako třeba ARP spoofing. Spravování broadcastové domény tímto způsobem přináší mnoho výhod point-to-point sítě za použití komoditního hardware, který je založený na broadcastu.